# Sport-Excelsior Friedenau
Sport-Excelsior Friedenau war ein Fußball- und Leichtathletikverein aus Berlin-Friedenau und einer der 86 Gründungsvereine des Deutschen Fußball-Bundes.

## Geschichte
Im Jahre 1894 entstand der Verein Sport-Excelsior Berlin (später als Sport-Excelsior Friedenau bekannt) aus dem Zusammenschluss des Verein Sport Berlin und dem Excelsior-Cricket-Club. Die Vereinsfarben waren Weiß-Bordeauxrot, gespielt wurde regelmäßig ganz in Weiß mit bordeauxroter Mütze. Die Fußballer des Clubs waren zunächst im Deutschen Fußball- und Cricket Bund (DFuCB) organisiert. Aus den Spielzeiten 1894–96 ist die Teilnahme an der 2. Klasse des DFuCB überliefert.
Auf der Gründungsversammlung des Deutschen Fußball-Bundes am 28. Januar 1900 in Leipzig wurde der Club durch sein prominentes Mitglied Kurt Doerry vertreten. Kurt Doerry war Deutscher Meister im 200-Meter-Lauf und nahm an den Olympischen Spielen 1896 in Athen sowie 1900 in Paris teil.
Die weitere Geschichte des Vereins ist nicht überliefert.